# Igrzyska Panamerykańskie 1995
XII Igrzyska Panamerykańskie odbyły się w Mar del Plata we wschodniej Argentynie w dniach 12–26 marca 1995 r. W zawodach udział wzięło 5144 sportowców z 42 państw. Sportowcy rywalizowali w 409 konkurencjach w 36 sportach. Najwięcej medali zdobyli reprezentanci USA – 425. 

## Państwa uczestniczące w igrzyskach
| - Argentyna - Antigua i Barbuda - Antyle Holenderskie - Aruba - Bahamy - Barbados - Belize - Bermudy - Boliwia - Brazylia - Brytyjskie Wyspy Dziewicze - Chile - Dominika - Dominikana | - Ekwador - Grenada - Gujana - Gwatemala - Haiti - Honduras - Jamajka - Kajmany - Kanada - Kolumbia - Kostaryka - Kuba - Meksyk - Nikaragua | - Panama - Paragwaj - Peru - Portoryko - Saint Kitts i Nevis - Saint Lucia - Saint Vincent i Grenadyny - Salwador - Stany Zjednoczone - Surinam - Trynidad i Tobago - Urugwaj - Wenezuela - Wyspy Dziewicze Stanów Zjednoczonych |

## Dyscypliny i rezultaty
| - Badminton (szczegóły) - Baseball (szczegóły) - Boks (szczegóły) - Gimnastyka artystyczna (szczegóły) - Gimnastyka sportowa (szczegóły) - Hokej na trawie (szczegóły) - Jeździectwo (szczegóły) - Judo (szczegóły) - Karate (szczegóły) - Kajakarstwo (szczegóły) - Kolarstwo (szczegóły) - Koszykówka (szczegóły) - Kręgle (szczegóły) - Lekkoatletyka (szczegóły) - Łucznictwo (szczegóły) - Narciarstwo wodne (szczegóły) - Pelota (szczegóły) - Pięciobój nowoczesny (szczegóły) - Piłka nożna (szczegóły) - Piłka ręczna (szczegóły) | - Piłka siatkowa (szczegóły) - Piłka wodna (szczegóły) - Pływanie (szczegóły) - Pływanie synchroniczne (szczegóły) - Podnoszenie ciężarów (szczegóły) - Racquetball (szczegóły) - Siatkówka plażowa (szczegóły) - Skoki do wody (szczegóły) - Softball (szczegóły) - Squash (szczegóły) - Strzelectwo (szczegóły) - Szermierka (szczegóły) - Taekwondo (szczegóły) - Tenis ziemny (szczegóły) - Tenis stołowy (szczegóły) - Triathlon (szczegóły) - Wioślarstwo (szczegóły) - Wrotkarstwo (szczegóły) - Zapasy (szczegóły) - Żeglarstwo (szczegóły) |

## Tabela medalowa
| Miejsce | Kraj                                 | Złoto | Srebro | Brąz | Razem |
| 1       | Stany Zjednoczone                    | 170   | 145    | 110  | 425   |
| 2       | Kuba                                 | 112   | 66     | 60   | 238   |
| 3       | Kanada                               | 47    | 61     | 69   | 177   |
| 4       | Argentyna                            | 40    | 45     | 74   | 159   |
| 5       | Meksyk                               | 23    | 20     | 37   | 80    |
| 6       | Brazylia                             | 18    | 27     | 37   | 82    |
| 7       | Wenezuela                            | 9     | 14     | 25   | 48    |
| 8       | Kolumbia                             | 5     | 15     | 28   | 48    |
| 9       | Chile                                | 2     | 6      | 10   | 18    |
| 10      | Portoryko                            | 1     | 9      | 12   | 22    |
| 11      | Urugwaj                              | 1     | 4      | 3    | 8     |
| 12      | Gwatemala                            | 1     | 1      | 6    | 8     |
| 13      | Dominikana                           | 1     | 1      | 5    | 7     |
| 14      | Antyle Holenderskie                  | 1     | 1      | 4    | 6     |
| 15      | Ekwador                              | 1     | 1      | 3    | 5     |
| 16      | Peru                                 | 0     | 3      | 4    | 7     |
| 17      | Wyspy Dziewicze Stanów Zjednoczonych | 0     | 3      | 0    | 3     |
| 18      | Jamajka                              | 0     | 2      | 2    | 4     |
| 18      | Nikaragua                            | 0     | 2      | 2    | 4     |
| 20      | Bahamy                               | 0     | 2      | 1    | 3     |
| 21      | Paragwaj                             | 0     | 1      | 2    | 3     |
| 22      | Kostaryka                            | 0     | 1      | 1    | 2     |
| 23      | Dominika                             | 0     | 1      | 0    | 1     |
| 23      | Panama                               | 0     | 1      | 0    | 1     |
| 23      | Salwador                             | 0     | 1      | 0    | 1     |
| 26      | Trynidad i Tobago                    | 0     | 0      | 6    | 6     |
| 27      | Honduras                             | 0     | 0      | 2    | 2     |
| 27      | Surinam                              | 0     | 0      | 2    | 2     |
| 29      | Antigua i Barbuda                    | 0     | 0      | 1    | 1     |
| 29      | Barbados                             | 0     | 0      | 1    | 1     |
| 29      | Saint Vincent i Grenadyny            | 0     | 0      | 1    | 1     |